# Dmitrij Biłozierczew
Dmitrij Władimirowicz Biłozierczew (ros. Дмитрий Владимирович Билозерчев, ur. 22 grudnia 1966 w Moskwie) – radziecki gimnastyk. Czterokrotny medalista olimpijski z Seulu. Jest nazywany Dimą.
Należał do grona najwybitniejszych gimnastyków lat 80. Zdobył dwanaście medali na mistrzostwach świata, w tym osiem złotych. Dwa razy zwyciężał w wieloboju (1983 i 1987). W 1985 roku uległ wypadkowi samochodowemu, łamiąc nogę, przez co musiał opuścić mistrzostwa świata w Montrealu. Był także dziesięciokrotnym mistrzem Europy, w tym w wieloboju. Na IO 88 zajął trzecie miejsce w wieloboju. Triumfował w drużynie oraz na koniu z łękami i kółkach.
W 2003 został uhonorowany miejscem w Galerii Sławy Gimnastyki.